# L'Écho de l'Armor et de l'Argoat
 (juillet 2023).
L'Écho de l'Armor et de l'Argoat est un hebdomadaire local français de Bretagne dont le siège est situé à Guingamp dans les Côtes-d'Armor. 
La zone de diffusion du périodique de format tabloïd est localisée sur les cantons de Guingamp, Bégard, Belle-Isle-en-Terre, Bourbriac, Pontrieux, Plouagat, Châtelaudren, Lanvollon, Callac, Maël-Carhaix, Rostrenen et Saint-Nicolas-du-Pélem. Sa diffusion fait aussi de nombreuses incursions dans les cantons limitrophes.  
Chaque semaine (sortie le mercredi), il diffuse des informations locales sur la vie politique, économique, associative, culturelle et sportive. 

## L'hebdomadaire du pays de Guingamp
L'Écho de l'Armor et de l'Argoat, surnommé L'Écho, est un journal reconnu et ancré dans le Pays de Guingamp, qui annonce notamment les événements festifs locaux tels les festoù-noz. 
Le journal accompagne aussi depuis de longues années l'activité de l'équipe de football locale En Avant de Guingamp, double vainqueur de la Coupe de France.

## Historique
Le titre L'Écho de l'Armor et de l'Argoat était appelé à l'origine « La Presse Bretonne ». Ce journal fut fondé en 1851 par Benjamin Jollivet, un écrivain-éditeur-imprimeur.
Benjamin Jollivet est l'auteur d'un important ouvrage en quatre volumes consacré aux Côtes-du-Nord. Le premier volume sur Saint-Brieuc et le second sur Dinan paraissent en 1854. Le troisième sur Guingamp paraît en 1856, et le volume IV sur Lannion et Loudéac en 1859.
En 1832, Benjamin Jollivet crée Affiches, Annonces et Avis divers de Guingamp et Lannion, département des Côtes-du-Nord, premier hebdomadaire d'arrondissement dans le département. Il publie des annonces de ventes d'affaires, de fermes, etc.
En 1839, le titre devient Le conteur bas-breton, puis en 1842  Le prix courant des marchés de Bretagne. En 1843, il est renommé Le caboteur pour devenir en 1851 La Presse Bretonne.
En 1885, le journal La Presse Bretonne est repris par M. Rouquette et devient Le Journal de Guingamp. 
Trois ans plus tard, Louis-Alfred Anger épouse la fille de M. Rouquette et s'occupe du journal. Celui-ci va rester jusqu'à une époque récente dans la famille Anger.
Cette famille est depuis longtemps déjà présente dans le secteur de l'imprimerie et la presse locale. A Lannion, un certain Louis-Alfred-Anger crée en 1834 Le Journal de Lannion. Ce journal s'associera dans les années 1970 avec Lannion Républicain de  M. Mauger pour créer Le Trégor.
On retrouve encore la famille Anger à Pontivy avec la création du Pontivy Journal mais aussi à Loudéac avec Le Courrier Indépendant. À la suite du décès accidentel à moto d'Alfred Anger, Léon Anger qui s'occupe de l'entreprise familiale à Lannion, décide en 1932, de partir pour Guingamp reprendre l'imprimerie Anger-Rouquette et Le Journal de Guingamp. Après la Libération, en repartant de zéro, il redonne une nouvelle impulsion au journal.
À partir de 1955, Michel, son fils aîné va s'occuper spécialement de l'imprimerie.  En 1964, l'achat d'une nouvelle rotative va permettre d'augmenter la pagination mais aussi la diffusion avec un changement de titre : L'Écho de l'Armor et de l'Argoat. Le nouveau titre ouvre largement ses colonnes aux cantons de Callac, Belle-Isle-en-Terre, Bégard, Pontrieux, Lanvollon et Châtelaudren. André, le plus jeune fils, entre aussi dans l'entreprise en 1972 pour s'occuper plus spécialement du journal.
En 1975, Léon transmet l'affaire à ses deux fils Michel et André.
En 1995, Michel part à la retraite et vend ses parts au Groupe Ouest-France (qui entre alors dans le capital de la S.A. Anger). L'entreprise intègre alors progressivement Publihebdos, filiale du groupe Ouest-France.
En 2006, André Anger, responsable du journal pendant 34 ans, prend sa retraite.
Aujourd'hui[Quand ?], L'Echo de l'Armor et l'Argoat compte trois journalistes et s'appuie sur un réseau de correspondants locaux de presse.